# Distrikt Ocumal
Der Distrikt Ocumal ist einer der 23 nordperuanischen Distrikte, welche die Provinz Luya in der Region Amazonas bilden. Der Distrikt hat eine Fläche von 235,86 km². Beim Zensus 2017 wurden 3446 Einwohner gezählt.
Ocumal hat keinen Anschluss an eine Straße.
Das Dorffest in Collonce, der Distrikthauptstadt, findet vom 8. bis zum 10. Dezember statt.
Im Dorf Caldera ist das Dorffest am 15. August, "la fiesta de la Virgen Asunta".
Im Norden grenzt der Distrikt Ocumal an den Distrikt Ocallí und den Distrikt Inguilpata, im Osten an den Distrikt Colcamar, im Süden an den Distrikt Pisuquía und den Distrikt Balsas und im Westen an den Distrikt Providencia und den Distrikt Choropampa.

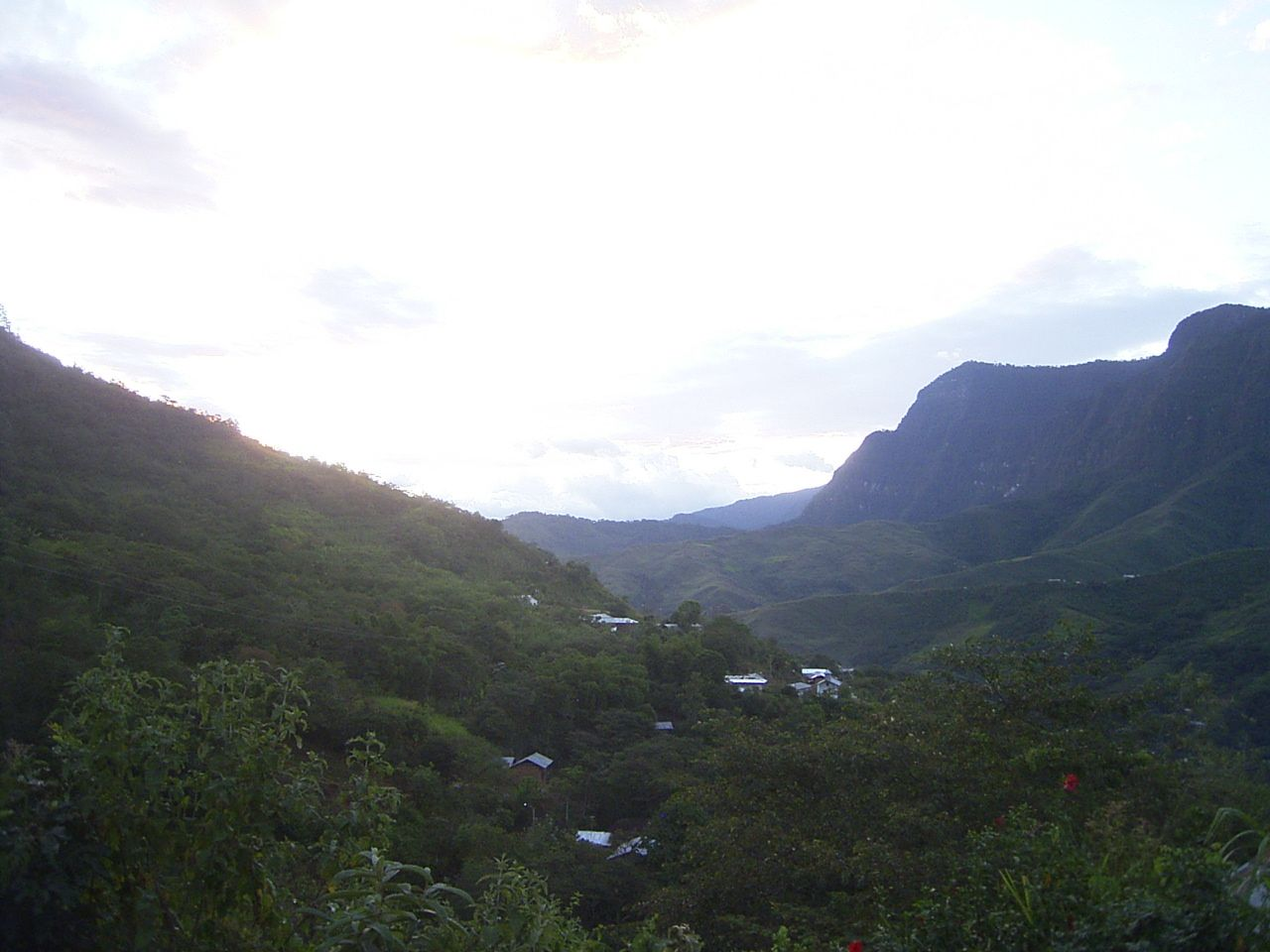
Die Landschaft um Ocumal in den wunderschönen Tälern der Provinz Luya.

Der Distrikt Ocumal beginnt im Hochgebirge und geht in Richtung des Flusses Marañón.